# Rauchkopf
Rauchkopf är ett berg i Österrike.   Det ligger i förbundslandet Kärnten, i den centrala delen av landet, 280 km väster om huvudstaden Wien. Toppen på Rauchkopf är 1 546 meter över havet.
Terrängen runt Rauchkopf är huvudsakligen bergig, men söderut är den kuperad. Närmaste större samhälle är Saalfelden am Steinernen Meer, 8,5 km söder om Rauchkopf. 
I omgivningarna runt Rauchkopf växer i huvudsak blandskog. Runt Rauchkopf är det ganska glesbefolkat, med 34 invånare per kvadratkilometer.